# Max Danielsen
Max Danielsen (* 1885; † nach 1928) war ein deutscher Journalist und LSBTI-Aktivist.

## Leben
Danielsen stammte aus Schleswig-Holstein und engagierte sich vor dem Ersten Weltkrieg in der örtlichen Gruppe des Wissenschaftlich-humanitäres Komitees (WHK) von Magnus Hirschfeld in Kiel.
Nach dem Ersten Weltkrieg wohnte Danielsen in Berlin. Er wurde Chefredakteur der Zeitschrift Die Freundschaft, die vom Berliner Verleger Karl Schultz publiziert wurde. 1920 wurde er Mitglied des Vereins Deutscher Freundschaftsverband (DFV), der 1923 den Vereinsnamen Bund für Menschenrecht (BfM) erhielt.
1922 wurde Danielsen wegen Verbreitung unzüchtiger Inserate zu einer Geldstrafe von 4000 Reichsmark in Berlin verurteilt. Aufgrund von Unstimmigkeiten mit Friedrich Radszuweit innerhalb des BfM gründete er gemeinsam mit Arthur Liebenow den Deutschen Freundschaft Verband als Konkurrenzorganisation zu Radszuweit und dessen BfM. Danielsen publizierte daraufhin eigene Zeitschriften Neue Freundschaft, Wochenblatt für Freundschaft und Bildung und Aufklärung. Nach jeweiligen zwei Ausgaben gab er aber seine Publikationen auf, nachdem er denunziert wurde. Zudem schrieb Danielsen Beiträge in der Zeitschrift Fanfare von Curt Neuburger.